# Регіональна інженерна геологія
Регіональна інженерна геологія — науковий напрям інженерної геології, що досліджує будову і властивості геологічного середовища різних структурних зон земної кори, закономірності формування інженерно-геологічних умов та їхні зміни у зв'язку з інженерно-господарською діяльністю людини.

## Загальний опис
Регіональна інженерна геологія вивчає закономірності територіального розподілу інженерно-геологічних умов. При цьому під інженерно-геологічними умовами розуміють усю сукупність геологічної обстановки, яка має значення для проектування, будівництва та експлуатації інженерних споруд.
Головним завданням під час вивчення регіональних інженерно-геологічних умов вважається виявлення як існуючої, так і можливої взаємодії природних явищ із інженерними спорудами. Регіональні інженерно-геологічні дослідження проводяться для вивчення великих територій із метою встановлення усіх важливих геологічних факторів, що визначають їхні інженерно-геологічні умови. Регіональні закономірності встановлюються для правильного планування і розміщення окремих видів будівництва з урахуванням розповсюдження порід із різними інженерно-геологічними властивостями.
До геологічних факторів, що визначають регіональні інженерно-геологічні умови, належать: геологічна будова території (з виділенням формацій, геолого-генетичних комплексів та інженерно-геологічних груп гірських порід), структура, умови залягання й склад порід, гідрогеологічні та геоморфологічні особливості, сучасні геологічні процеси.
Виділення геологічних формацій, які відбивають загальні закономірності формування і розподілу певних груп гірських порід, проводять з урахуванням історії геологічного розвитку території. Виділяють геолого-генетичні комплекси гірських порід за їхнім складом. Характеризуючи комплекси осадових порід, необхідно звертати увагу на співпідпорядкованість й співвідношення різних петрографічних видів порід у кожному комплексі, на гранулометричний склад порід, їхній колір, шаруватість, вологість і карбонатність, а також на характер їх вивітрювання та тріщинуватості.
Під час регіонального інженерно-геологічного вивчення території велику роль відіграє характеристика гідрогеологічних умов, зокрема глибина залягання водоносних горизонтів, які мають інженерно-геологічне значення, напори й режим їх рівнів, хімічний склад води (зокрема, її агресивність), вплив підземних вод на геологічні процеси й явища (карст, суфозія, зсуви, селі). Під час оцінки регіональних інженерно-геологічних умов необхідно вивчати і геоморфологічні фактори: характер рельєфу, його зв'язок зі складом гірських порід, історію формування та вік. Дуже важливим є також з'ясування закономірності поширення та характеру розвитку геодинамічних процесів, і особливо — сучасних.
Регіональні інженерно-геологічні дослідження супроводжуються проведенням інженерно-геологічної зйомки, складанням інженерно-геологічних карт та карт районування.

## Регіональні інженерно-геологічні дослідження
Головною задачею під час вивчення регіональних інженерно-геологічних умов вважається виявлення як існуючої, так і можливої взаємодії природних явищ із інженерними спорудами. Регіональні інженерно-геологічні дослідження проводяться для вивчення великих територій із метою встановлення усіх важливих геологічних факторів, що визначають їх інженерно-геологічні умови. Регіональні закономірності встановлюються для правильного планування і розміщення окремих видів будівництва з урахуванням розповсюдження порід із різними інженерно-геологічними властивостями.
До геологічних факторів, що визначають регіональні інженерно-геологічні умови, належать: геологічна будова території (з виділенням формацій, геолого-генетичних комплексів та інженерно-геологічних груп гірських порід), структура, умови залягання й склад порід, гідрогеологічні та геоморфологічні особливості, сучасні геологічні процеси.
Виділення геологічних формацій, які відбивають загальні закономірності формування і розподілу певних груп гірських порід, проводять з урахуванням історії геологічного розвитку території. Виділяють геолого-генетичні комплекси гірських порід за їхнім складом. 
Характеризуючи комплекси осадових порід, необхідно звертати увагу на співпідпорядкованість й співвідношення різних петрографічних видів порід у кожному комплексі, на гранулометричний склад порід, їх колір, шаруватість, вологість і карбонатність, а також на характер їх вивітрювання та тріщинуватості.
Під час регіонального інженерно-геологічного вивчення території велику роль відіграє характеристика гідрогеологічних умов, зокрема глибина залягання водоносних горизонтів, які мають інженерно-геологічне значення, напори й режим їх рівнів, хімічний склад води (зокрема, її агресивність), вплив підземних вод на геологічні процеси й явища (карст, суфозія, зсуви, селі). Під час оцінки регіональних інженерно-геологічних умов необхідно вивчати і геоморфологічні фактори: характер рельєфу, його зв’язок зі складом гірських порід, історію формування та вік. Дуже важливим є також з’ясування закономірності поширення та характеру розвитку геодинамічних процесів, і особливо – сучасних.
Регіональні інженерно-геологічні дослідження супроводжуються проведенням інженерно-геологічної зйомки, складанням інженерно-геологічних карт та карт районування.